# كورت إتنغر
كورت إتنغر (بالألمانية: Kurt Ettinger)‏ هو مبارز بالسيف نمساوي، ولد في 19 نوفمبر 1901 في فيينا في النمسا، وتوفي في 6 يناير 1982.

## وصلات خارجية
- كورت إتنغر على موقع أوليمبيديا (الإنجليزية)